# Марцела
Марцела (мађ. Marcella), је женско име које се користи у мађарском језику, води порекло из латинског језика (лат. Marcellus).
Мушки парњак: Марцел (мађ. Марцел).

## Имендани
- 31. јануар.
- 28. јун.

## Варијације
- имендан: 17. јул.